# 成都基督教青年會
成都基督教青年會位於四川省成都市錦江區，文物遺址年代判定為1920年。2007年6月1日公佈為四川省第七批文物保護單位。